# Narração de histórias em O Senhor dos Anéis
A narrativa em O Senhor dos Anéis, de J. R. R. Tolkien, é explorada de múltiplas formas, com histórias contadas em diferentes estilos [en], atribuídas a diversos personagens com conhecimento limitado dos eventos, além de um narrador onisciente. Tolkien tece uma história complexa no estilo de um romance medieval entrelaçado [en]. Muito diálogo e diversas histórias e poemas [en] são incorporados à narrativa. Ao lado da narrativa principal, há outros elementos, como genealogias e notas de rodapé [en], dando a impressão de que Tolkien foi o editor e tradutor da obra, formando um enquadramento editorial [en] que inclui uma figura de si mesmo na história.

## Contexto
J. R. R. Tolkien foi um estudioso de literatura inglesa, filólogo e medievalista interessado em linguagem e poesia da Idade Média, especialmente da Inglaterra anglo-saxã e do norte da Europa. Seu conhecimento profissional de Beowulf, que narra um mundo pagão com um narrador cristão, influenciou a criação de seu mundo fictício da Terra-média [en]. Sua intenção de criar o que foi chamado de "uma mitologia para a Inglaterra" levou-o a construir não apenas histórias, mas um mundo totalmente formado, a Terra-média, com línguas, povos, culturas e história. Ele é mais conhecido como autor das obras de alta fantasia O Hobbit e O Senhor dos Anéis, ambas ambientadas na Terra-média.
O Senhor dos Anéis, outrora descrito por Lykke Guanio-Uluru como "rejeitado pelo establishment literário por motivos genéricos [en]" como fantasia sem valor, é considerado, por meio de abordagens analíticas à literatura, "tão complexo quanto as ferramentas analíticas de um crítico permitem".

## Pontos de vista

### Hobbit
| Seq. | Narrativa  | Diálogo       | História          | Poema/canção                                 | Local                      |
| ---- | ---------- | ------------- | ----------------- | -------------------------------------------- | -------------------------- |
| 1    | Hobbit     |               |                   |                                              | Condado                    |
| 2    |            |               | Vovô Gamgee       |                                              | Estalagem Hera Venenosa    |
| 3    |            | Hobbits       |                   |                                              |                            |
| 4    |            |               | Vovô Gamgee       |                                              |                            |
| 5    |            | Hobbits       |                   |                                              |                            |
| 6    | Onisciente |               |                   |                                              | Condado                    |
| 7    |            | Gandalf/Bilbo |                   |                                              | Bolsão                     |
| 8    | Hobbit     |               |                   |                                              | Vila dos Hobbits           |
| 9    |            |               | Discurso de Bilbo |                                              |                            |
| 10   | Hobbit     |               |                   |                                              |                            |
| 11   |            | Gandalf/Bilbo |                   |                                              | Bolsão                     |
| 12   |            |               |                   | Bilbo: "A Estrada Segue Sempre Adiante [en]" | Saindo da Vila dos Hobbits |
| 13   | Hobbit     |               |                   |                                              | Bolsão                     |
| 14   |            | Gandalf/Frodo |                   |                                              |                            |
| 15   | Hobbit     |               |                   |                                              |                            |
| 16   |            | Gandalf/Frodo |                   |                                              |                            |

Cerca de metade de O Senhor dos Anéis consiste em diálogos, poesia/canção ou histórias contadas por um personagem. Thomas Kullmann e Dirk Siepmann comparam isso à poesia épica de Homero e Virgílio, que apresenta uma proporção semelhante, contrastando com o romance moderno, onde o diálogo geralmente compõe cerca de um quarto do texto. A outra metade do romance de Tolkien é narrativa, frequentemente adotando o ponto de vista de um dos personagens, na maioria das vezes – 85% do tempo – um dos quatro protagonistas hobbits: Frodo, Sam, Merry [en] e Pippin [en]. Cada um deles tem um conhecimento e perspectiva limitados do mundo, com sua própria combinação de pensamentos, sentimentos e percepções. O ponto de vista hobbit, no entanto, é equilibrado por outros tipos de narrativa, incluindo seções com um narrador onisciente. Kullmann e Siepmann destacam a "profundidade emocional" evidente desde a primeira vez que o ponto de vista de Frodo é apresentado, no primeiro capítulo. Eles afirmam que isso "caracterizará a maior parte do romance". Comparando ao romance inglês [en] a partir do final do século XVIII, como Orgulho e Preconceito de Jane Austen (1813) ou Tess dos d'Urbervilles de Thomas Hardy (1891), que focam nas experiências subjetivas dos personagens. Além disso, os hobbits servem como mediadores [en] entre o mundo moderno comum e o reino fantástico heroico e arcaico, tornando O Hobbit e O Senhor dos Anéis facilmente acessíveis.
Descrições, como as de paisagens, são frequentemente narradas do ponto de vista de um hobbit. Elementos da paisagem podem ser personificados, refletindo o estado mental do personagem naquele momento: "a estrada [...] subiu até o topo de uma encosta íngreme de forma cansativa, em ziguezague, e então se preparou para descer pela última vez." Uma narrativa também pode alternar entre onisciente e específica dentro de um parágrafo, como quando Aragorn aparece após uma noite difícil: "Tão parecidos eram eles, os filhos de Elrond, que poucos conseguiam diferenciá-los: cabelos escuros, olhos cinzentos, e seus rostos de beleza élfica [...]. Mas Merry só tinha olhos para Aragorn, tão impressionante era a mudança que via nele, como se em uma noite muitos anos tivessem caído sobre sua cabeça. Sombrio estava seu rosto, cinzento e cansado."
Tolkien, no entanto, não se limita a usar pontos de vista para descrever personagens. Ele pode empregar o ponto de vista limitado de Frodo para debater uma questão filosófica, como se as pessoas têm livre-arbítrio ou são governadas por forças além de seu controle. Frodo observa do Trono da Visão no topo de Amon Hen: "em todos os lugares que olhava, via sinais de guerra [...]. Cavaleiros galopavam na relva de Rohan; lobos saíam de Isengard..." e então percebe que foi notado por "dois poderes", o bem e o mal: "Os dois poderes lutavam dentro dele. Por um momento, perfeitamente equilibrado entre seus pontos penetrantes, ele se contorceu, atormentado. De repente, tornou-se consciente de si mesmo novamente. Frodo, nem a Voz nem o Olho: livre para escolher, e com um instante restante para fazê-lo. Ele tirou o Anel do dedo."

### Narrador onisciente
Enquanto os pontos de vista dos hobbits são narrados no estilo de um romance do século XIX, as seções raras com narrador onisciente utilizam outros estilos. O prólogo sobre os hobbits imita uma etnografia, um dos diversos elementos antiquarianos em O Senhor dos Anéis, comparável aos escritos de figuras do século XVIII como William Stukeley ou Thomas Percy [en]. As descrições geográficas de lugares como Bree assemelham-se a um guia de viagem: "Bri era a vila principal da Terra de Bri, uma pequena região habitada, como uma ilha em meio às terras vazias ao redor. Além da própria Bri, havia Estaddle do outro lado da colina, Combe em um vale profundo um pouco mais a leste..." Essas descrições eram comuns na literatura grega antiga, como o romance Etíope de Heliodoro. Essas seções do romance não avançam a ação, mas, ao usar técnicas de não ficção, fazem com que a Terra-média pareça objetivamente real e subjetivamente vivenciada.

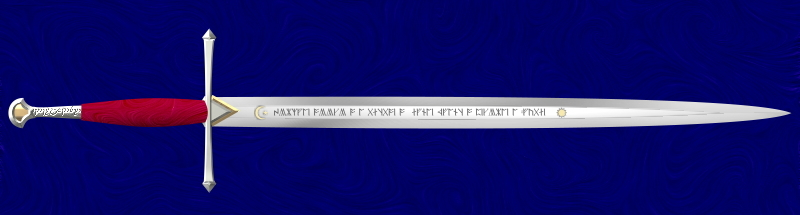
A descrição de Tolkien sobre a reforja da espada de Aragorn, Andúril, marca-o como um herói à moda antiga. Impressão artística mostrada.

Outras passagens com narrador onisciente são em estilo épico, destacando personagens como  Aragorn como heróis à moda antiga: "A Espada de Elendil foi forjada novamente por ferreiros élficos, e em sua lâmina foi traçado um símbolo de sete estrelas entre a lua crescente e o sol raiado, e ao redor dela foram escritas muitas runas, pois Aragorn, filho de Arathorn, iria à guerra nas fronteiras de Mordor. Muito brilhante era aquela espada quando foi feita inteira novamente [...]." Kullmann e Siepmann comentam que tanto o estilo épico quanto o tema da forja da espada indicam um herói. Passagens nesse estilo ocorrem em momentos críticos, como a Batalha do Abismo de Helm, a Batalha dos Campos do Pelennor e a destruição do Um Anel nas Fendas da Perdição; Tolkien também o utiliza ao descrever os Cavaleiros de Rohan. O estilo épico é caracterizado por dicção arcaica, parataxe com cláusulas ligadas por "e", imagens abundantes e um uso ricamente poético de palavras descritivas.

### Inversão da teoria literária
Kullmann e Siepmann observam que O Senhor dos Anéis, e a fantasia em geral, não se encaixa na teoria literária usual sobre o uso de pontos de vista. A máxima padrão "mostre, não conte [en]" implica que contar é menos vívido que mostrar e que, em um romance realista, seria descrever a mesma coisa, apenas de forma menos eficaz. Eles afirmam que Tolkien pode explorar um estilo arcaico com um narrador onisciente para os Cavaleiros de Rohan, criando um relato altamente vívido: "A hoste cavalgava. A necessidade os impelia. Temendo chegar tarde demais, cavalgavam com toda a velocidade que podiam, parando raramente. Rápidos e resistentes eram os corcéis de Rohan, mas havia muitas léguas a percorrer. [...] A noite os envolveu." Por outro lado, quando Tolkien usa o ponto de vista de um único personagem, ele o faz para mostrar seu estado mental, não para descrever a ação. O nível externo (da história) está no mundo de fantasia; o nível interno, de crescimento espiritual e mental, é mais próximo do mundo real. Além disso, a teoria narrativa supõe que o narrador onisciente carrega a voz do autor (autoridade diegética), enquanto a narração de personagens individuais, especialmente em um personagem focalizador como um protagonista, é mimética [en], dando uma impressão do mundo fictício; e personagens não focalizadores têm pouco peso. Tolkien, por outro lado, pode ser altamente mimético na narrativa onisciente, como na passagem dos Cavaleiros de Rohan; e personagens não focalizadores, como Tom Bombadil, Elrond e Gandalf, podem transmitir mensagens importantes, como quando Gandalf diz: "Muitos que vivem merecem a morte. E alguns que morrem merecem a vida. Você pode dá-la a eles?"

## Tecendo uma história complexa

### Um romance entrelaçado

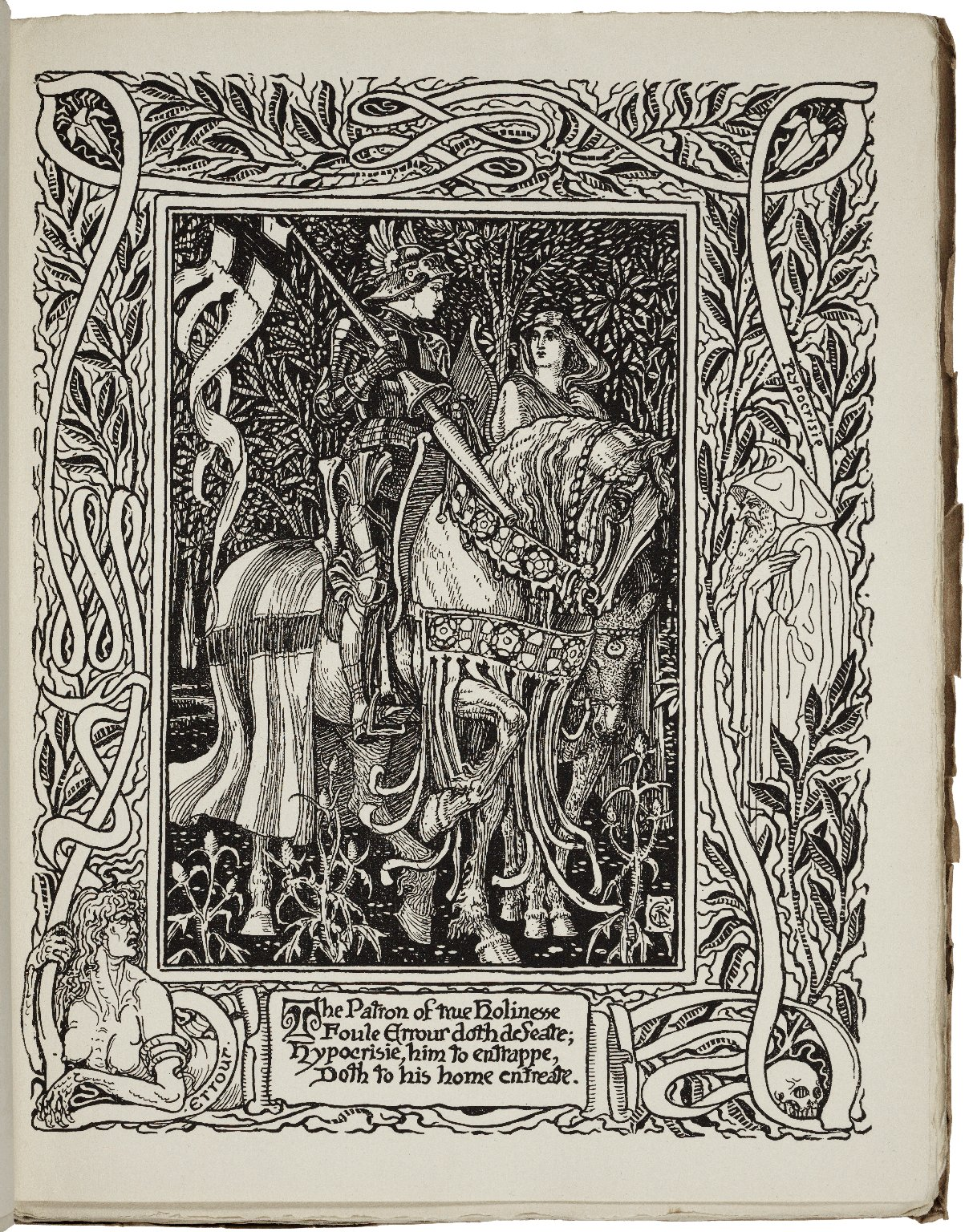
George Thomson afirma que O Senhor dos Anéis é um romance entrelaçado semelhante ao poema narrativo de Edmund Spenser, A Rainha das Fadas, de 1590. Ilustração de uma edição de 1895–1897.

George Thomson escreve que a história de O Senhor dos Anéis poderia ter sido contada como uma narrativa linear sobre como Frodo superou obstáculos para cumprir sua missão; no entanto, Tolkien buscou algo muito "mais elaborado". Thomson descreve isso como "um romance entrelaçado na tradição medieval-renascentista". Northrop Frye afirmou que um romance possui seis fases. No romance, Frodo tem um nascimento peculiar, com seus pais morrendo afogados; quando menino, vive inocentemente no pacífico Condado; depois, embarca na perigosa missão do Anel. A quarta fase, segundo Thomson, apresenta Éowyn matando o Nazgûl e sua montaria monstruosa diante de uma fortaleza sitiada, Minas Tirith: uma transformação do tema de contos de fadas do "castelo sitiado e o monstro controlado pela virgem". Os heróis retornam vitoriosos, Aragorn casa-se com Arwen, e Sam casa-se com Rosinha Villa [en]. Por fim, a Terceira Era termina, Sam torna-se Prefeito do Condado, e ele e Rosie têm muitos filhos; Frodo escreve suas memórias. Thomson observa que, além disso, as muitas histórias do romance entrelaçado são entretecidas, no estilo há muito fora de moda do poema narrativo de Edmund Spenser, A Rainha das Fadas, de 1590. Além disso, como os personagens principais de um romance são basicamente tipos em vez de indivíduos, "a complexidade da natureza humana deve ser projetada no mundo externo". Tolkien lida com isso por meio do pareamento de personagens [en], fornecendo contrapartes malignas aos heróis: Gandalf com Sauron e Saruman, Aragorn com Denethor, Frodo com o hobbit transformado em monstro, Gollum. O efeito um tanto artificial dessa estrutura preto-e-branco é dinamizado e tornado mais envolvente ao ter os hobbits como mediadores entre o romance medieval e o leitor moderno. Thomson conclui que "Tolkien criou um romance em prosa no qual o deslocamento é radical e o elemento de fantasia extremamente poderoso. Por essa razão, ele pôde explorar todo o acervo da literatura nórdica antiga (mitologia, contos de fadas, sagas, épicos), transmutar seus materiais [...] e combiná-los com os materiais e convenções do romance."

### Histórias incorporadas
Dependendo do que é considerado uma história, há cerca de 45 a 50 histórias incorporadas no texto de O Senhor dos Anéis, supostamente narradas por 23 personagens do romance. Elas variam de breves, ocupando apenas dez linhas, a contos extensos que abrangem várias páginas. Além dessas histórias propriamente ditas, o leitor é informado que Tom Bombadil passou um dia contando "longos contos", narrando aos hobbits "muitas histórias notáveis" sobre "abelhas e flores, os caminhos das árvores, e as estranhas criaturas da Floresta, sobre coisas malignas e boas, coisas amigáveis e hostis, coisas cruéis e gentis, e segredos escondidos sob os espinheiros". No entanto, nenhum desses contos é fornecido ao leitor. Após o episódio de Bombadil, um capítulo inteiro do Livro 2, "O Conselho de Elrond [en]", é dedicado a histórias contadas por um personagem após o outro. O capítulo alude a várias outras histórias, contadas por Frodo e Bilbo Bolseiro, mas, como o que eles tinham a dizer já foi descrito em capítulos anteriores, incluindo o capítulo "A Sombra do Passado" no Livro 1, o conteúdo dessas histórias não é apresentado.
Kullmann e Siepmann categorizam as histórias do romance como contos de eventos recentes na vida dos personagens enquanto outros estavam ocupados com algo diferente; contos do tempo antes de Frodo partir de Bolsão, incluindo eventos narrados no Conselho de Elrond, bem como o relato de Vovô Gamgee sobre Bilbo e o jovem Frodo; e contos mitológicos sobre a história do Anel, incluindo o de  Lúthien, narrado por Aragorn, e o de Nimrodel, contado por Legolas. Eles adicionam que a história dos Ents, contada por Barbárvore, relembrando quando era jovem e ainda havia Entesposas na Terra-média, e os eventos relacionados a Númenor e Sauron na Segunda Era, recordados por Elrond, também são "mitológicos" devido ao seu conteúdo, apesar de esses narradores terem vivido tempo suficiente para testemunhar alguns dos eventos antigos que descrevem.

### Metanarrativa
Os personagens de Tolkien não apenas contam histórias uns aos outros: eles falam explicitamente sobre contar histórias e estão conscientes do fato metanarrativo de que estão em uma história. Frodo e Sam Gamgee, descansando por um momento no passo de Cirith Ungol, prestes a descer para Mordor, provavelmente para suas mortes, discutem se sua história será "lida em um grande livro com letras vermelhas e pretas, anos e anos depois. E as pessoas dirão: 'Vamos ouvir sobre Frodo e o Anel!'" Kullmann e Siepmann comentam que o riso resultante "é obviamente devido à função libertadora da literatura".
Mary Bowman escreve que Tolkien utiliza múltiplas técnicas metanarrativas em O Senhor dos Anéis, incluindo, como com Frodo e Sam em Cirith Ungol, fazer com que os personagens discutam narrativas, nesse caso de forma autorreferencial, pois Sam percebe que o Frasco de Galadriel contém parte da luz dos Silmarils, conectando sua história a um arco narrativo mais amplo. Ela comenta que "não é surpreendente encontrar tal conversa, com seu impacto de alteração de humor, em uma obra escrita por um homem que passou sua carreira profissional, bem como grande parte de seu tempo livre desde a infância, lendo, ensinando, editando e escrevendo sobre narrativas de vários tipos (sem mencionar criá-las)".

## Enquadramento

### Histórias de enquadramento
Uma questão narrativa particular para Tolkien, após o sucesso de O Hobbit em 1937, foi a demanda por outro livro sobre hobbits, dado que ele havia encerrado o romance com um fechamento extremamente enfático: o protagonista Bilbo "permaneceu muito feliz até o fim de seus dias, e esses foram extraordinariamente longos". Para contornar esse anúncio que bloqueava uma sequência, Tolkien criou uma história de enquadramento para a sequência, o Livro Vermelho do Marco Ocidental [en], O Senhor dos Anéis: tanto ele quanto O Hobbit eram contos antigos narrados por Bilbo e, de alguma forma, preservados através dos tempos até que Tolkien  encontrasse o manuscrito. Isso efetivamente coloca todo O Hobbit, incluindo o fechamento problemático, "entre aspas", como Bowman coloca; e Bilbo, o autor, torna-se obcecado pela questão do fechamento, a ponto de comentar ao Conselho de Elrond, que tinha um problema muito maior a discutir, "Eu estava muito confortável aqui, e prosseguindo com meu livro. Se querem saber, estou apenas escrevendo um final para ele", que seria uma conclusão "felizes para sempre", evidentemente frustrada pela missão de destruir o Um Anel e a necessidade de Bilbo escrever tudo isso quando eventualmente terminasse. Bowman contrasta o desejo de Bilbo de concluir a história com o deleite de Sam ao descobrir que está em uma história, e sua percepção de que ela era, na verdade, parte da história antiga de Eärendil e dos Silmarils, já que o Frasco de Galadriel que os hobbits carregavam continha parte da luz [en] da Estrela Vespertina, que, na história, era o Silmaril carregado pelo céu no navio de Eärendil. Bowman observa que a conclusão de que "não há um verdadeiro fim para nenhum conto de fadas" é afirmada diretamente no ensaio de Tolkien de 1938, "Sobre Histórias de Fadas".

### Enquadrando o autor
Em O Senhor dos Anéis, Tolkien foi muito além de simplesmente fornecer uma história de enquadramento. A concepção do manuscrito encontrado, e a alegação de que ele havia traduzido para o inglês [en] a partir do original em  Westron em vez de escrevê-lo, colocaram-no no enquadramento com a história de que ele era o editor e tradutor do livro. Ele formou o enquadramento com um aparato editorial elaborado que amplia e comenta sobre ele. Esse material, principalmente nos apêndices do livro, inclui efetivamente uma figura editorial fictícia muito semelhante a ele, que é interessada em filologia e diz estar traduzindo um manuscrito que, de alguma forma, chegou às suas mãos, tendo sobrevivido aos milhares de anos desde a Terceira Era. Ele chamou o livro de um romance heroico, conferindo-lhe uma sensação medieval e descrevendo seu período de tempo como o passado remoto. Entre as medidas que tomou para tornar seu cenário, a Terra-média, crível, estavam desenvolver sua geografia, história, povos, genealogias [en] e um pano de fundo não visto (posteriormente publicado como O Silmarillion) em grande detalhe, completo com comentários editoriais em cada caso.

Tolkien conta uma meta-história, afirmando que é o editor de O Senhor dos Anéis, não seu autor, ao apresentá-lo como um texto enquadrado com uma ampla variedade de materiais editoriais.[14][13][12][15]

### J. R. R. Tolkien
1. ↑  (Carpenter 2023, Cartas #131 para Milton Waldman, final de 1951)
2. ↑  (Tolkien 1954a, Livro 1, cap. 1 "Uma Festa Muito Esperada")
3. ↑  (Tolkien 1954a, Livro 1, cap. 2, "A Sombra do Passado")
4. ↑  (Tolkien 1954a, Livro 2, cap. 2, "O Conselho de Elrond [en]")
5. ↑  (Tolkien 1954, Livro 4, cap. 8, "As Escadas de Cirith Ungol")
6. ↑  (Tolkien 1964, "Sobre Histórias de Fadas")

- Carpenter, Humphrey (2023). The Letters of J.R.R. Tolkien [As Cartas de J.R.R. Tolkien] (em inglês). [S.l.]: HarperCollins. ISBN 978-0008628826
- Tolkien, J. R. R. (1954a). The Fellowship of the Ring [A Sociedade do Anel] (em inglês). London: Allen & Unwin. ISBN 978-0048230454
- Tolkien, J. R. R. (1954). The Lord of the Rings: The Two Towers [O Senhor dos Anéis: As Duas Torres]. Boston: Houghton Mifflin. OCLC 1042159111
- Tolkien, J. R. R. (1964). J. R. R. Tolkien: Tree and Leaf [J. R. R. Tolkien: Árvore e Folha]. Londres: HarperCollins